# 왕푸징 천주당

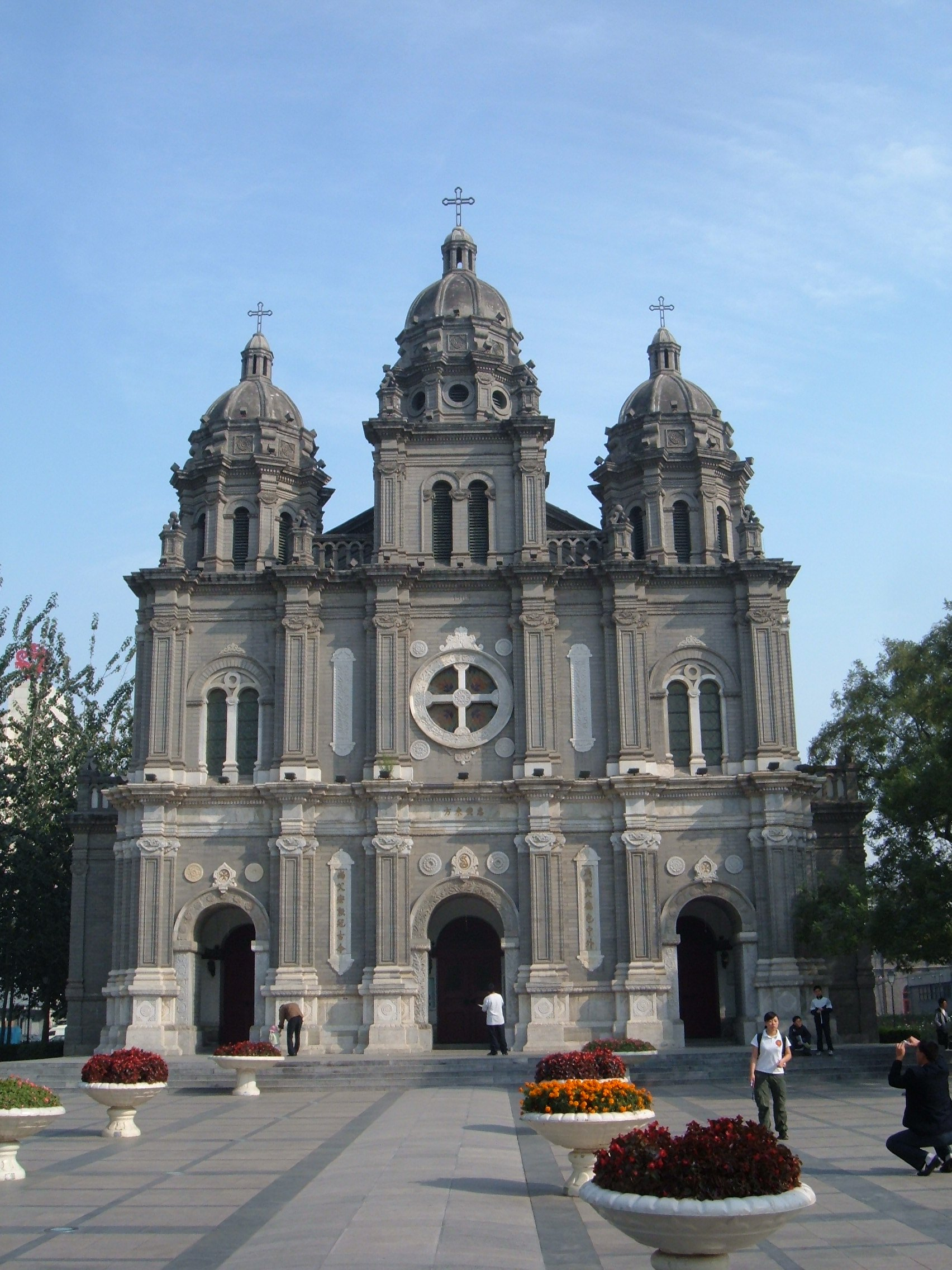
왕푸징 천주당

왕푸징 성당은 중화인민공화국 베이징시 둥청구 왕푸징에 있는 가톨릭 성당이다.
건축은 1655년에 완료되었다. 개조 및 재건축으로 인해 현재의 구조는 1904년에 지어졌다. 이 성당은 쉬안우먼 천주당 다음으로 베이징에서 두 번째로 오래된 성당이다.